# Булл-пап
Булл-пап (англ. bullpup, букв. «щенок бульдога» — термин из американского стрелкового жаргона 1930-х гг.), в советской терминологии короткая компоновка с рукояткой впереди магазина — схема компоновки огнестрельного оружия, при которой спусковой крючок вынесен вперёд и расположен перед магазином и ударным механизмом.

## Особенности конструкции
Основные характеристики компоновки:
- Укороченная общая длина при сохранении длины ствола
- Смещённый назад ударный механизм
- Переднее расположение спускового крючка

## История
Первые эксперименты относятся к началу XX века. В военных целях концепция булл-пап была опробована в 1901 году с британским карабином Thorneycroft. Первые серийные образцы относятся к предвоенному периоду (PzB M.SS.41 в Чехословакии). Широкое распространение получила после принятия на вооружение AUG (1977).

## Преимущества и недостатки

### Преимущества
- Компактность — при равной длине ствола оружие короче на 25-30 % по сравнению с традиционной компоновкой. Например, Steyr AUG (длина ствола 508 мм) имеет общую длину 790 мм, тогда как M16A2 с таким же стволом — 1006 мм. Это особенно важно для:
  - Боя в городских условиях
  - Использования в технике и узких помещениях
  - Десантных операций

- Оптимальное распределение веса — основной вес сосредоточен ближе к стрелку, что:
  - Уменьшает усталость при переноске
  - Позволяет быстрее переносить огонь между целями
  - Улучшает контроль при стрельбе «от бедра»

- Баллистические преимущества — сохранение полной длины ствола обеспечивает:
  - Максимальную скорость пули
  - Лучшую точность на средних и дальних дистанциях
  - Стабильную работу газоотводного механизма

### Недостатки
- Эргономические проблемы:
  - Сложность стрельбы для левшей (гильзы летят в лицо)
  - Неудобная перезарядка (особенно в положении лежа)
  - Ограниченное пространство для крепления дополнительного оборудования

- Конструктивные ограничения:
  - Более сложный УСМ (удлиненные тяги спуска)
  - Проблемы с охлаждением ствола
  - Ограничения по ёмкости магазинов (особенно барабанных)

- Боевые недостатки:
  - Сложность быстрой смены плеча при стрельбе
  - Опасность ожогов лица пороховыми газами
  - Шумность для стрелка (дульный срез ближе к ушам)

### Сравнительная таблица характеристик
| Параметр                  | Булл-пап          | Традиционная схема |
| ------------------------- | ----------------- | ------------------ |
| Длина (при равном стволе) | На 25-30 % короче | Длиннее            |
| Баланс                    | Смещен к стрелку  | Равномерный        |
| Удобство для левшей       | Проблематично     | Универсально       |
| Скорость перезарядки      | Ниже              | Выше               |
| Темп стрельбы             | Стандартный       | Стандартный        |

## Примеры оружия, выполненного по схеме булл-пап
| Название                | Тип                               | Страна   |
| ----------------------- | --------------------------------- | -------- |
| АШ-12                   | автомат                           | Россия   |
| ОЦ-14 «Гроза»           | стрелковый-гранатомётный комлекс  | Россия   |
| Pancor Jackhammer       | дробовик револьверный             | США      |
| EM-2                    | автомат                           | Англия   |
| L85 и L86               | автомат                           | Англия   |
| TAR-21                  | автомат                           | Израиль  |
| Remington XP-100        | пистолет                          | США      |
| Barrett M90, M95, XM500 | снайперская винтовка              | США      |
| Kel-Tec_KSG             | ружьё                             | США      |
| Keppeler KS V           | снайперская винтовка              | Германия |
| Вулкан-М                | автомат                           | Украина  |
| LAPA FA 03              | автомат                           | Бразилия |
| FAMAS                   | автомат                           | Франция  |
| Вепр                    | автомат                           | Украина  |
| WKW Wilk                | снайперская винтовка              | Польша   |
| Walther WA2000          | снайперская винтовка              | Германия |
| СВУ                     | снайперская винтовка              | СССР     |
| КСВК                    | снайперская винтовка              | Россия   |
| ВССК «Выхлоп»           | снайперская винтовка              | Россия   |
| Бор                     | снайперская винтовка              | Польша   |
| МЦ-558                  | охотничий карабин                 | Россия   |
| Steyr AUG               | автомат                           | Австрия  |
| A-91                    | автомат                           | СССР     |
| FN P90                  | пистолет-пулемёт                  | Бельгия  |
| FN F2000                | автомат                           | Бельгия  |
| High Standard Model 10  | дробовик                          | США      |
| QBZ-95                  | автомат                           | КНР      |
| QBU-88                  | снайперская винтовка              | КНР      |
| Neostead                | боевой дробовик                   | ЮАР      |
| OICW                    | стрелковый-гранатомётный комплекс | Германия |